# Cheslyn Hay
Cheslyn Hay – wieś w Anglii, w hrabstwie Staffordshire, w dystrykcie South Staffordshire. Leży 18 km na południe od miasta Stafford i 183 km na północny zachód od Londynu.